# 正新雞排

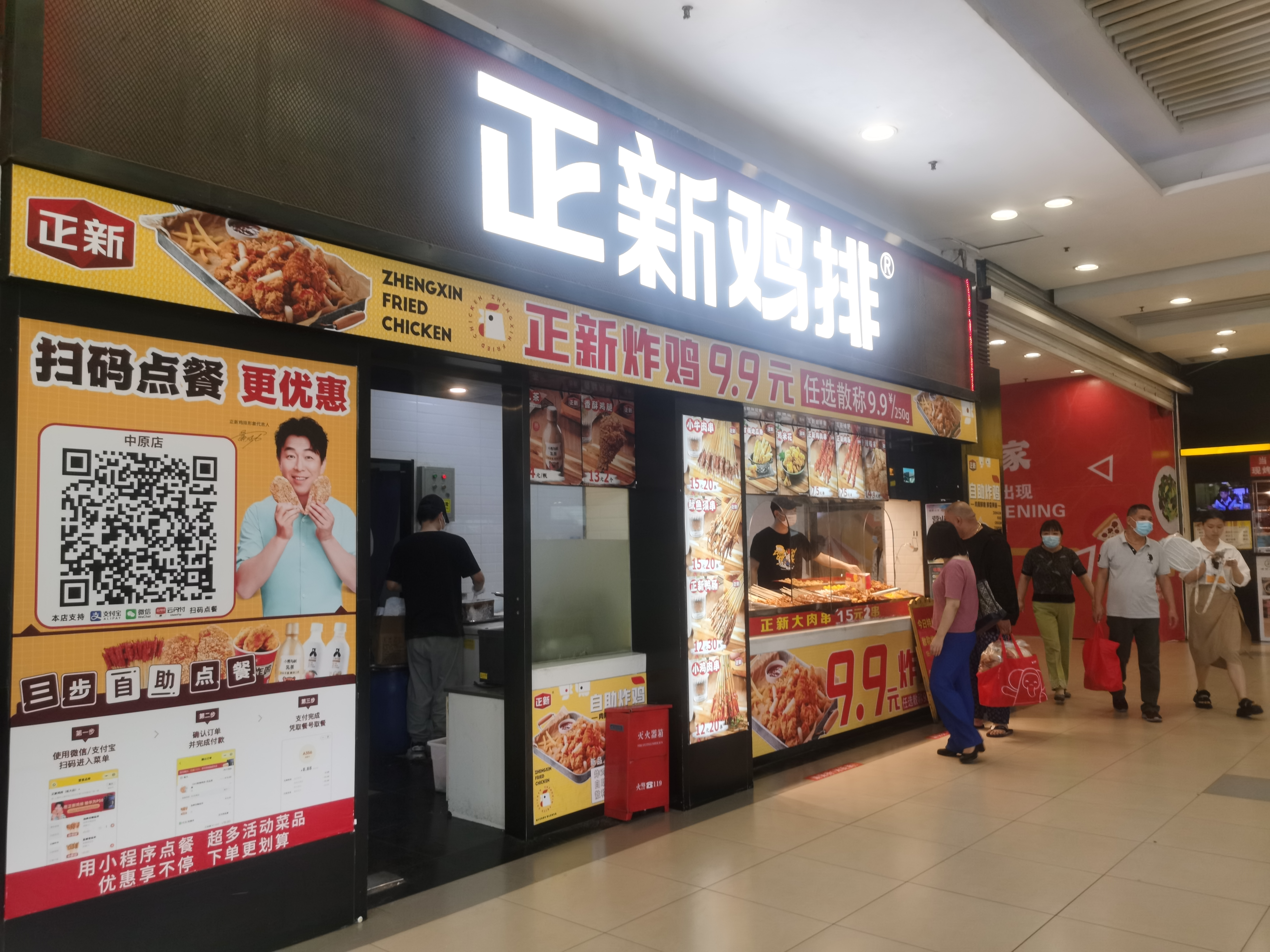
正新鸡排门店，位于上海市杨浦区中原路大润发内

正新雞排是中華人民共和國的一家雞排連鎖店使用的品牌，2000年由商人陈传武創辦於上海。现属上海正新食品集团有限公司。

## 重要事件
- 1995年，陈传武创办前身温州市白云食品有限公司。
- 2006年，正新集團成立[2]。
- 截至2018年，正新雞排在全球開有14006家連鎖店。[3]
- 2020年，正新雞排在中國大陸有22,030家連鎖店，成為中國規模最大的小吃連鎖品牌。[4]
- 2022年1月，门店数量达2.5万家。[5]
- 2023年12月1日的最新数据，正新鸡排的门店数量仅有11619家，微博话题“正新鸡排正在被年轻人抛弃”于12月1日冲上热搜，《每日财经新闻》其中引述关店原因有由于2019新冠疫情影响销量，店铺拆迁或改造，竞品太多，消费者嫌弃产品品质下降，加盟店品控问题等。[5]

## 外部連結
- 官方网站